# 심해어

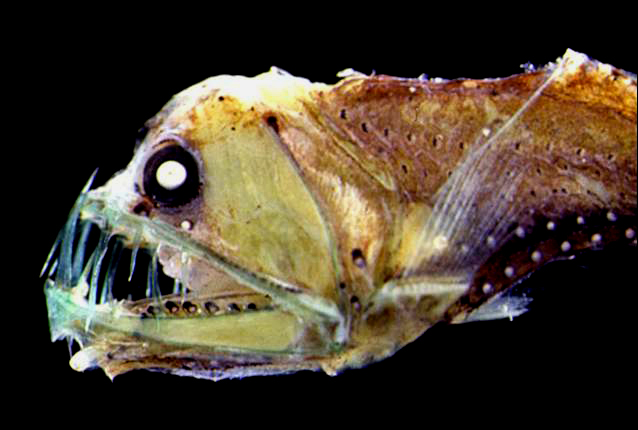
바이퍼피시(Chauliodus sloani)

심해어(深海魚, 영어: deep-sea fish)는 심해에 서식하는 어류의 총칭이다. 일반적으로 수심 200m보다 깊은 해역에 사는 생물(어류 포함)을 심해어라 부르고 있다. 단, 성장 과정에서 서식 수심을 바꾸는 종류나 먹이를 찾아서 일상적으로 큰 수직이동(vertical migration)을 하는 어류도 많아, '심해어'라고 하는 용어에 명확한 정의가 존재하는 것은 아니다.

## 정의
심해어는 햇빛이 비치는 해수면 아래, 즉 바다의 표해수층 또는 유광층 아래에 있는 어둠 속에서 서식하는 물고기다. Lanternfish는 단연코 가장 흔한 심해 물고기이며 다른 심해어에는 발광눈금돔, 달마 상어, 브리트슬마우스, 아귀, 바이퍼피쉬 및 등가시치의 여러 종이 포함된다.
오직 알려진 해양 종의 약 2%만이 원양 환경에 서식한다. 해저 또는 해저에 서식하는 수저생물과는 대조적으로 물기둥에 서식하고 있음을 의미한다. 심해 생물은 일반적으로 점심층(깊이 1000~4000m)과 심해원양대(깊이 4000~6000m)에 서식한다. 그러나 생물발광과 같은 심해 생물의 특징은 중심층(깊이 200~1000m)에서도 볼 수 있다. 중층표영대는 박광층이며 빛이 최소한이지만 여전히 측정 가능하다는 것을 의미한다. 산소 최소층은 바다의 위치에 따라 다르지만 수심 700m에서 1000 사이 어딘가에 존재한다. 이 지역은 영양소가 가장 풍부한 곳이다. 점심층과 심해대는 무광층이며, 바다 영역에 빛이 투과하지 않는 것을 의미한다. 거주 가능한 해양 공간의 약 75%를 구성한다.
표해수대(0~200m)는 빛이 물을 투과하고 광합성이 일어나는 구역이다. 이는 투광층으로도 알려져 있다. 일반적으로 수면 아래 수백 미터만 늘어나므로 바다 부피의 약 90%를 차지하는 심해는 어둠 속에 있다. 심해는 기온이 3°C(37.4° F)를 초과하는 경우는 거의 없으며, -1.8°C(28.76° F)까지 떨어지지 않는 매우 적대적인 환경이기도 하다. (350°를 초과할 수 있는 열수 분출 생태계 제외) C, 또는 662 °F), 저산소 수준, 20~1,000 기압(2~100 메가파스칼)의 압력

## 환경
심해에서 수역은 표해수대에 멀리 떨어진 곳까지 퍼져 있으며, 이러한 깊은 해역에서의 생활을 적응하는 매우 다양한 유형의 회유 어류를 지원한다.심해에서 바다눈은 물기둥의 상층에서 떨어지는 대부분의 유기성 찌꺼기의 지속적인 소나기이다. 기원은 생산적인 유광층 내 활동에 있다. 바다눈은 죽거나 죽어가는 플랑크톤, 원생생물 (규조류), 대변, 모래, 그을음 및 기타 무기물의 먼지가 포함된다. "눈결정"은 시간이 지남에 따라 자라며 지름 수 센티미터에 도달 할 수 있으며 해저에 도달하기 전에 몇 주 동안 이동한다. 그러나 바다눈의 대부분 유기성분은 이동의 처음 1,000 미터 이내, 즉, 표피대 내에서 미생물, 플랑크톤 및 기타 여과식 동물에 의해 소비된다. 이러한 방식으로 바다눈은 심해의 중원양 및 저생성 생태계의 기초로 간주될 수 있다; 햇빛이 도달 할 수 없기 때문에, 심해 생물은 에너지원으로 바다눈에 크게 의존한다. 심해(무광층)에는 빛이 없기 때문에 1차 생산자가 부족하다. 따라서 심해 대부분의 유기체는 수직 열의 더 높은 영역에서 바다눈에 의존한다.
발광눈금돔, 릿지헤드, 납작앨퉁이, 라이트피쉬 과와 일부 심해 원양군은 외양에 균등하게 분포하기보다는 구조 오아시스 주위, 특히 해산과 대륙 경사, 훨씬 더 많이 발생하기 때문에 때때로 유사 해양이라고 한다. 이 현상은 구조물에 끌리는 먹이 종의  풍부함으로 설명된다.
정수압은 수심 10m마다 1기압씩 증가한다. 심해의 생물은 외부에서 가해지는 압력과 같은 압력을 체내에 가지고 있기 때문에, 극단적인 압력에 의해 분쇄되지 않는다. 그러나 내부 압력이 높으면 분자가 함께 압착되기 때문에 막의 유동성이 감소한다. 세포막의 유동성은 생물학적 기능의 효율성, 가장 중요하게는 단백질 생성을 증가시키므로 유기체는 세포막의 지질에서 불포화 지방산의 비율을 증가시켜 이러한 상황에 적응했다. 내부 압력의 차이 외에도, 이러한 유기체는 표피대에 서식하는 생물과의 대사 반응의 균형이 다르다. Life at the Limits: Organisms in Extreme Environments의 저자인 David Wharton은 다음과 같이 말한다. "생화학 반응은 부피 변화를 동반합니다. 반응이 부피 증가를 초래하면 압력에 의해 억제되는 반면, 볼륨이 감소하면 향상됩니다."이것은 대사 과정이 궁극적으로 유기체의 부피를 어느 정도 감소시켜야 함을 의미한다. 이 가혹한 환경에서 진화한 대부분의 물고기는 실험실 조건에서 생존할 수 없고, 사육하려고 하면 죽음에 이른다. 심해 생물에는 가스로 채워진 공간(액포)이 포함되어 있다. 가스는 고압에서 압축되고 저압에서 팽창한다. 이 때문에 이러한 유기체는 표면에 올라오면 폭발하는 것으로 알려져 있다.

## 특성
심해 어류는 이 지역에서 살아남기 위해서 다양한 적응법들을 진화시켜 왔다. 이런 물고기들 중 다수는 자연광이 없는 지역에 살고 있기 때문에, 먹이와   짝을 찾고 포식자를 피하기 위해 그들의 시력에만 의존할 수는 없다; 심해어는 그들이 살고 있는 극한으로 빛이 부족한 지역에 적절하게 진화해 왔다. 이  유기체의 다수는 눈이 멀었고 그들의 먹이를 잡고 잡히는 것은 피하기 위해 지역의 압력과 냄새의 변화에 대한 민감성과 같은 다른 감각에 다른 감각에 의존한다. 눈이 멀지 않은 개체들은 생물발광성 빛을 사용할 수 있는 크고 민감한 눈을 가지고 있다. 이 눈은 인간의 눈보다 빛에 100배 더 민감할 수 있다. 로돕신은 동물들이 희미한 빛으로 볼 수 있도록 도와주는 눈의 막대 세포에서 발견되는 단백질이다. 대부분의 척추동물이 보통 하나의 Rh1 옵신 유전자를 가지고 있는 반면에, 일부 심해어는 여러 Rh1 유전자를 가지고 있으며, 한 종인 은색 스피니핀(silver spinyfin)은 38개를 가지고 있다. Rh1 유전자의 증식은 심해어가 바다 깊은 곳에서 보는 데 도움이 될 수 있다. 또한, 잡아먹히는 것을 피하기 위해 많은 종들이 그들의 환경과 섞일 정도로 어둡다.
많은 심해어들은 생물발광성이며, 매우 큰 눈은 어둠에 적응한다. 생발광 유기체는 루시페린 분자의 교반을 통해 생물학적으로 빛을 생산할 수 있으며 그래서 빛을 낸다. 이 과정은 산소가 있을 때 이루어져야 한다. 이런 유기체들은 중심해 지역과 그 이하(200m 이하)에서 흔하다. 심해어의 50% 이상과 일부 종의 새우와 오징어는 생물발광을 할 수 있다. 이런 유기체들의 80%는 발광포를 가지고 있다-어두운 색으로 둘러쌓인 발광 박테리아를 포함하는 빛을 생성하는 선 세포. 이 발광포 중 일부는 인간의 눈과 마찬가지로 렌즈를 가지고 있어 빛의 발산을 확대하거나 줄일 수 있다. 빛을 생산하는 능력은 유기체 에너지의 1%만 필요하며 많은 목적을 가지고 있다. 그 능력은 먹이를 찾고 끌어들이는 데에 사용된다. 아귀처럼; 순찰을 통해 영역을 주장하고; 의사소통하고 짝을 찾고, 탈출을 위해 포식자를 정신사납게 하거나 일시적으로 눈이 멀게하는데도 사용된다. 또한, 일부의 빛이 여전히 관통하는 중심해 지역에서는 몇몇 유기체들은 그림자가 드리워지지 않도록 위레서 빛의 색과 강도에 맞게 배를 비추어 아래에 있는 포식자들로부터 위장한다. 이 전술은 카운터 일루미네이션(counter illumination)으로 알려져 있다.
심해어의 수명 주기는 전적으로 깊은 물이 될 수 있지만 일부 종은 얕은 물에서 태어나 성숙하면 밑으로 가라앉는다. 알과 유충이 있는 깊이와 관계 없이 그들은 일반적으로 표영성이다. 이 떠다니는 부유 생물의 생활방식은 중성 부력을 필요로 한다. 이 부력을 유지하기 위해서 알과 유충은 종종 그들의 혈장 내에 기름 방울을 함유하고 있다. 이 유기체들이 완전 성숙 상태에 이를때 그들은 물기둥에서 위치를 유지하기 위해서 다른 적응방식이 필요하다. 일반적으로, 물의 밀도는 유기체를 뜨게 하는 부력의 측면인 밀어올리는 힘(upthrust)을 일으킨다. 이에 대응하기 위해 유기체의 밀도는 주변 물의 밀도보다 커야 한다. 대부분의 동물 조직들은 물보다 밀도가 크기 때문에 떠다니기 위해서는 평형 상태를 찾아야 한다. 많은 유기체는 떠있는 상태로 머물기 위해 부레를 개발하지만, 심해어들은 그들이 살고있는 환경의 고압때문에 보통 이 기관을 가지고 있지 않다. 대신에 심해어들은 유체역학적인 움직임을 주기 위해서 수중익선과 유사한 구조를 보여준다. 또한 물고기가 더 깊은 곳에 살수록 살은 더 젤리처럼, 뼈의 구조는 더 최소화된다는 것이 밝혀졌다. 그들은 높은 지방 함량, 크기, 두께 및 미네랄 함량의 감소를 통해 이루어지는 골격 중량 감소를 통해 조직 밀도를 감소시키고 해수면의 물고기보다 느리고 덜 민첩하게 만든다.
심해 환경에 도달하는 광합성 빛의 낮은 수준 때문에, 대부분의 물고기들은 더 높은 층에서 가라앉는 유기 물질에 의존해야 하며, 드물게는 영양분을 얻기 위해 열수 분출공에 의존해야 한다. 이 점은 깊은 바다가 얕은 지역보다 생산성이 훨씬 떨어지게 만든다. 또한, 표양성 환경에 있는 생물들은 드물고 먹을거리가 자주 오지 않는다. 이것 때문에, 유기체들은 그들이 생존할 수 있도록 하는 적응방식이 필요하다. 어떤 것들은 먹이를 찾거나 깊은 바다의 칠흑 같은 어둠 속에서 짝을 유혹하기 위해 긴 더듬이를 가지고 있다. 특히 심해어류는 얼굴에서 긴 낚싯대 모양의 각색이 튀어나와 있고, 그 끝에는 먹이를 유인하기 위해 지렁이처럼 꿈틀거리는 생물발광성 피부 조각이 있다. 어떤 물고기는 그들과 같은 크기나 큰 다른 물고기를 먹어야 하고, 그들은 그것들을 효율적으로 소화시키는 것을 돕기 위해 적응이 필요하다. 크고 날카로운 이빨, 경첩이 달린 턱, 불균형적으로 큰 입, 그리고 확장 가능한 몸은 심해어들이 이 목적을 위해 가지고 있는 특징들 중 몇 가지이다. 굴퍼 장어(gulper eel)는 이러한 특성을 나타내는 유기체의 한 예이다.
각기 다른 원양과 깊은 저서성 구역의 물고기는 물리적으로 구조화되어 있으며 서로 현저하게 다른 방식으로 행동한다. 각 구역 내의 공존하는 종의  집단은 수직으로 이동하는 작은 중층해양성 플랑크톤을 먹는 동물, 점심해의 아귀들, 깊은 바다의 저서성 경골어와 같이 비슷한 방식으로 작동하는 것으로 보인다.

## 중층원양대 어류
표해수대 아래에서는 해수의 상태가 빠르게 변한다. 200미터에서 1000미터 사이에서는 빛이 거의 사라질 때까지 계속 희미해진다. 온도는 수온약층을 통과하며 7.8°C~3.9°C 사이로 떨어진다. 이 지점을 약광층 또는 중층원양대라고 부른다. 이 구간에서 압력은 10m마다 1기압씩 계속 증가하며, 영양염류의 양은 용존산소량, 물의 순환 속도와 함께 감소한다. 제2차 세계 대전 동안 새롭게 개발된 소나를 사용한 이들은 낮 시간대에 보이는 300~500m 깊이의 가짜 해저를 발견하고 혼란스러워했다. 이는 수중 음파 탐지기를 반사하는 부레를 가진 수백만 마리의 해양 생물들, 특히 중층어(중층원양대 어류)들이 플랑크톤을 먹기 위해 해질녘에 얕은 물 위로 이동했기 때문에 나타난 현상이다. 이 층은 달이 떠 있을 때 더 깊어지고, 구름이 달을 가리며 지나갈 때 더 얕아질 수 있으며, 이 층을 심해산란층이라고 부른다.
대부분의 중층원양대 어류는 매일 수직 이동을 한다. 밤에는 동물성 플랑크톤을 따라 표해수층으로 이동하며, 낮에는 안전을 위해 깊은 곳으로 돌아간다. 이러한 수직 이동은 종종 큰 수직 거리에서 발생하며, 부레의 도움을 받아 이루어진다. 물고기가 위로 올라가기를 원할 때, 부레는 부풀어 오른다. 중층원양대의 높은 압력으로 인해, 이 과정은 상당한 에너지가 필요하다. 물고기가 상승할 때, 부레가 터지는 것을 막기 위해서는 부레 내부의 압력이 조절되어야 한다. 물고기가 깊은 곳으로 돌아가고 싶을 때, 부레의 바람은 빠진다. 일부 중층원양대 어류는 온도가 10°C에서 20°C 사이로 변하는 수온약층을 통해 매일 이동하므로 온도변화에 잘 견딘다.
중층원양대 어류들은 근육질의 몸, 골화된 뼈, 비늘, 잘 발달된 아가미와 중추신경계, 그리고 큰 심장과 신장을 가지고 있다. 중층원양대의 플랑크톤을 먹이로 하는 생물들은 작은 입과 미세한 아가미 돌기를 가지고 있지만, 육식성 어류들은 더 큰 입과 더 거친 아가미 돌기를 가지고 있다.

## 점심해수층 어류
중층원양대 밑은 빛이 들지 않아 어둡다. 중층원양대 아래로 1,000m부터 심해저까지 뻗어있는 구간을 점심해수층이라고 하며, 수심이 깊은 4,000m 이하의 골짜기 지대는 심해원양대라고 부른다. 심해원양대의 기온은 1℃에서 4℃ 사이이며 점심해수층과 마찬가지로 빛이 전혀 들지 않는다. 점심해수층은 어둡고 영양염류와 용존 산소량이 적으며, 압력은 높고 온도가 낮은 극한 환경이다.
점심해수층 어류는 이러한 환경을 이겨내기 위해 특별한 적응을 한다. 이들은 신진대사가 느리고 먹이로 삼을 수 있는 것이면 무엇이든 기꺼이 먹는다. 음식을 찾기 위해 돌아다니며 에너지를 낭비하기보다는 앉아서 기다리는 것을 선호하는 편이다. 점심해수층 어류의 행동은 중층원양대 어류의 행동과 대조된다. 중층원양대 어류는 이동성이 높아 활발하지만, 점심해수층 어류는 거의 모두가 제자리에 머물러있는 포식자로, 움직이는 데 에너지를 거의 소비하지 않는다.
점심해수층 어류들은 주로 작은 강모 입을 가지며, 몸길이는 약 10cm 정도로 보통 25cm를 넘지 않는다. 몸은 가늘고 약하며 물기가 많은 근육과 골격 구조로 되어 있다. 물고기의 많은 부분이 물로 이루어져 있기 때문에, 점심해수층의 압력에 큰 영향을 받지 않으며, 비늘이 없고 끈적한 몸을 가진다. 이들은 먹이가 눈앞에 나타나거나 인광체에 의해 유인될 때까지 물기둥에 머무르며 기다린다. 점심해수층 어류들은 찌꺼기나 배설물, 때로는 무척추동물이나 중층원양대 어류를 먹이로 하나 이들에게 얻을 수 있는 에너지는 적다. 표해수층에서 유래된 먹이의 약 20%는 중층원양대로 공급되며, 5%만이 점심해수층으로 전달된다.

## 고압에 대한 적응
물고기가 바다 속으로 더 깊이 들어가면, 머리 위의 물의 무게는 물고기에게 그 만큼 증가된 정수압을 가한다. 이 증가된 압력은 수심 10m 마다 약 1개의 표준 대기권에 해당된다. (1 기압 단위는 바다 표면에서 위쪽의 대기에 의해 가해지는 압력이다.) 점심해수층의 밑바닥에 있는 물고기의 경우 이 압력은 약 400기압에 달한다. (1제곱 인치당 거의 6000파운드)
심해 생물들은 세포와 생리적 수준에서 적응하여 압력이 큰 환경에서 생존할 수 있다. 이러한 적응을 하지 않는 것은 얕은 물에 사는 종들이 활동할 수 있는 깊이를 제한한다. 높은 수준의 외부 압력은 대사 과정과 생화학적 반응이 어떻게 진행되는지에 영향을 미친다. 많은 화학 반응의 평형은 압력에 의해서 방해받고, 압력은 부피 증가를 일으키는 과정을 억제할 수 있다. 많은 생물학적 과정에서 중요한 요소인 물은 부피 변화에 매우 민감하게 반응하는데 이는 주로 세포 액의 성분이 물 구조에 영향을 미치기 때문이다. 그러므로 물 조직의 변화를 유도하는 효소 반응은 물의 부피를 효과적으로 변화시킨다. 반응을 촉매시키는 단백질은 일반적으로 약한 결합에 의해 함께 유지되며, 반응은 일반적으로 부피 증가를 수반한다.
이러한 변화에 적응하기 위해 심해어의 단백질 구조와 반응 기준이 이러한 고압 조건에서도 반응을 수행하기 위해 압력을 견딜 수 있도록 조정되었다. 고압 환경에서 이중층 세포막은 유동성의 손실을 경험한다. 심해 세포막은 불포화 지방산의 비율이 높은 인지질 이중층을 선호하며, 이는 해수면 세포막보다 높은 유동성을 유도한다.
심해 생물종은 지표면 생물에 비해 엔트로피와 엔탈피의 변화가 낮은데, 이는 고압과 저온 환경이 엔탈피 변화를 선호하고 엔트로피가 주도하는 반응에 대한 의존도가 감소하기 때문이다. 구조적인 관점에서, G-액틴의 3차 구조로 인한 심해어의 구상 단백질은 표면에 사는 물고기의 단백질에 비해 상대적으로 단단하다. 심해어의 단백질이 표면종 물고기와 구조적으로 다르다는 사실은 심해어의 근육 섬유에서 나오는 액틴이 매우 열에 강하다는 관찰을 통해서 명백하게 밝혀졌다. 이런 단백질은 단백질의 3차 구조에서 결합 변형에 의해 구조적으로 강화되며, 이는 또한 높은 수준의 열안전성을 유도한다. 단백질은 3차 구조에서 결합 변형에 의새 압력에 저항하기 위해서 구조적으로 강화된다. 그러므로 호열성 사막 파충류의 높은 체온과 유사한 높은 수준의 정수압은 단단한 단백질 구조를 선호한다.

## 개요
대략 15,800종이 알려진 해수어 중에서 적어도 2,000종 이상이 심해어에 해당한다고 짐작된다. 이들은 해저 부근에서 살아가는 '저생성(底生性) 심해어'와 해저에서 떨어져 중층을 떠돌며 생활하는 '유영성(遊泳性) 심해어'의 두 가지 유형으로 크게 분류되어, 각각의 포함되는 종의 수가 거의 같은 수라 생각되고 있다.

## Lantern fish
심해 저인망을 이용한 샘플링은 lantern fish가 모든 심해 어류 바이오매스의 65%를 차지함을 보여준다. 실제로, lantern fish는 모든 척추동물 중에서 가장 널리 분포하며, 다양하며, 유기체의 먹이로 중요한 생태학적 역할을 한다. 전 세계 어획량의 몇 배이니 5억 5000만~6억 6000만 미터톤의 전 세계 바이오매스로 추정되는 lantern fish는 세계 해양의 깊은 산란층을 담당하는 바이오매스의 많은 부분을 차지한다. 남극해에서 Myctophids는 킹펭귄과 같은 포식자를 위한 크릴의 대체 식량 자원을 제공한다. 이 물고기는 풍부하고 다산하지만, 현재 상업적인 lantern fish 어업은 소수에 불과하다. 여기에는 남아프리카 해안, 아남극 및 오만 만에서의 제한된 작업이 포함된다.

## 식용
심해어는 강과 같은 민물에서 살아가는 물고기, 생물, 육지에서 살아가는 생물, 얕은 표해수층에서 살아가는 물고기나 생물 등에 비해 대체적으로 사람이 식용으로 이용하기엔 부적합하지만 일부의 심해어는 사람의 식용으로 이용이 된다. 식용으로 이용되는 대표적인 심해어론 메로가 있으며 메로는 맛이 좋은 최고급 생선의 종류이다. 그외에 은대구나 돗돔도 심해어이지만 사람의 식용으로 이용이 된다. 또한 초롱아귀는 대체적으로 사람의 식용에 부적합하다는 편견도 있지만 일본에서는 심해어 초밥집에서 식용으로 사용이 된다.

## 같이 보기
- 전시언
- 심해
- 저어
- 부어